# Junior Hoilett
David Wayne Hoilett Jr. (sinh ngày 5 tháng 6 năm 1990), thường được biết đến với tên gọi Junior Hoilett, là một cầu thủ bóng đá chuyên nghiệp người Canada hiện đang thi đấu ở vị trí tiền vệ cánh cho câu lạc bộ Scottish Premiership Hibernian và đội tuyển bóng đá quốc gia Canada.

## Thống kê sự nghiệp

### Câu lạc bộ
Tính đến 8 tháng 5 năm 2023
| Club                | Season       | League         | League | League | National Cup | National Cup | League Cup | League Cup | Other | Other | Total | Total |
| Club                | Season       | Division       | Apps   | Goals  | Apps         | Goals        | Apps       | Goals      | Apps  | Goals | Apps  | Goals |
| ------------------- | ------------ | -------------- | ------ | ------ | ------------ | ------------ | ---------- | ---------- | ----- | ----- | ----- | ----- |
| Blackburn Rovers    | 2009–10      | Premier League | 22     | 0      | 0            | 0            | 4          | 1          | 0     | 0     | 27    | 1     |
| Blackburn Rovers    | 2010–11      | Premier League | 24     | 5      | 2            | 1            | 2          | 0          | 0     | 0     | 28    | 6     |
| Blackburn Rovers    | 2011–12      | Premier League | 35     | 7      | 0            | 0            | 3          | 0          | 0     | 0     | 38    | 7     |
| Blackburn Rovers    | Total        | Total          | 81     | 12     | 2            | 1            | 9          | 1          | 0     | 0     | 92    | 14    |
| SC Paderborn (loan) | 2007–08      | 2. Bundesliga  | 12     | 1      | 0            | 0            | 0          | 0          | 0     | 0     | 12    | 1     |
| FC St. Pauli (loan) | 2008–09      | 2. Bundesliga  | 21     | 6      | 0            | 0            | 0          | 0          | 0     | 0     | 21    | 6     |
| Queens Park Rangers | 2012–13      | Premier League | 26     | 2      | 0            | 0            | 2          | 1          | 0     | 0     | 28    | 3     |
| Queens Park Rangers | 2013–14      | Championship   | 35     | 4      | 0            | 0            | 1          | 0          | 3     | 0     | 39    | 4     |
| Queens Park Rangers | 2014–15      | Premier League | 22     | 0      | 1            | 0            | 1          | 0          | 0     | 0     | 24    | 0     |
| Queens Park Rangers | 2015–16      | Championship   | 29     | 6      | 0            | 0            | 2          | 0          | 0     | 0     | 31    | 6     |
| Queens Park Rangers | Total        | Total          | 112    | 12     | 1            | 0            | 6          | 1          | 3     | 0     | 122   | 13    |
| Cardiff City        | 2016–17      | Championship   | 33     | 2      | 0            | 0            | 0          | 0          | 0     | 0     | 33    | 2     |
| Cardiff City        | 2017–18      | Championship   | 46     | 9      | 3            | 2            | 1          | 0          | 0     | 0     | 50    | 11    |
| Cardiff City        | 2018–19      | Premier League | 32     | 3      | 1            | 0            | 0          | 0          | 0     | 0     | 32    | 3     |
| Cardiff City        | 2019–20      | Championship   | 41     | 7      | 1            | 0            | 1          | 0          | 2     | 0     | 45    | 7     |
| Cardiff City        | 2020–21      | Championship   | 21     | 2      | 1            | 0            | 1          | 0          | 0     | 0     | 23    | 2     |
| Cardiff City        | Total        | Total          | 173    | 23     | 6            | 2            | 3          | 0          | 2     | 0     | 184   | 25    |
| Reading             | 2021–22      | Championship   | 27     | 3      | 0            | 0            | 0          | 0          | 0     | 0     | 27    | 3     |
| Reading             | 2022–23      | Championship   | 34     | 1      | 1            | 0            | 0          | 0          | 0     | 0     | 35    | 1     |
| Reading             | Total        | Total          | 61     | 4      | 1            | 0            | 0          | 0          | 0     | 0     | 62    | 4     |
| Career total        | Career total | Career total   | 460    | 58     | 10           | 3            | 18         | 2          | 5     | 0     | 493   | 63    |

### Quốc tế
Tính đến 9 tháng 7 năm 2023
| Đội tuyển quốc gia | Năm  | Trận | Bàn |
| ------------------ | ---- | ---- | --- |
| Canada             | 2015 | 3    | 0   |
| Canada             | 2016 | 7    | 0   |
| Canada             | 2017 | 7    | 1   |
| Canada             | 2018 | 3    | 2   |
| Canada             | 2019 | 7    | 6   |
| Canada             | 2021 | 12   | 4   |
| Canada             | 2022 | 14   | 1   |
| Canada             | 2023 | 6    | 1   |
| Tổng               | Tổng | 59   | 15  |

Tính đến 4 tháng 7 năm 2023
Bàn thắng và kết quả của Canada được để trước.
| #  | Ngày                 | Địa điểm                                             | Số trận | Đối thủ                  | Bàn thắng | Kết quả | Giải đấu                                  |
| -- | -------------------- | ---------------------------------------------------- | ------- | ------------------------ | --------- | ------- | ----------------------------------------- |
| 1  | 20 tháng 7 năm 2017  | Sân vận động University of Phoenix, Glendale, Hoa Kỳ | 16      | Jamaica                  | 1–2       | 1–2     | Cúp Vàng CONCACAF 2017                    |
| 2  | 9 tháng 9 năm 2018   | IMG Academy, Bradenton, Hoa Kỳ                       | 18      | Quần đảo Virgin thuộc Mỹ | 6–0       | 8–0     | Vòng loại CONCACAF Nations League 2019–20 |
| 3  | 16 tháng 10 năm 2018 | BMO Field, Toronto, Canada                           | 19      | Dominica                 | 2–0       | 5–0     | Vòng loại CONCACAF Nations League 2019–20 |
| 4  | 24 tháng 3 năm 2019  | BC Place, Vancouver, Canada                          | 21      | Guyane thuộc Pháp        | 1–0       | 4–1     | Vòng loại CONCACAF Nations League 2019–20 |
| 5  | 15 tháng 6 năm 2019  | Sân vận động Rose Bowl, Pasadena, Hoa Kỳ             | 22      | Martinique               | 3–0       | 4–0     | Cúp Vàng CONCACAF 2019                    |
| 6  | 23 tháng 6 năm 2019  | Sân vận động Bank of America, Charlotte, Hoa Kỳ      | 23      | Cuba                     | 5–0       | 7–0     | Cúp Vàng CONCACAF 2019                    |
| 7  | 7 tháng 9 năm 2019   | BMO Field, Toronto, Canada                           | 25      | Cuba                     | 1–0       | 6–0     | CONCACAF Nations League 2019–20           |
| 8  | 7 tháng 9 năm 2019   | BMO Field, Toronto, Canada                           | 25      | Cuba                     | 3–0       | 6–0     | CONCACAF Nations League 2019–20           |
| 9  | 7 tháng 9 năm 2019   | BMO Field, Toronto, Canada                           | 25      | Cuba                     | 6–0       | 6–0     | CONCACAF Nations League 2019–20           |
| 10 | 5 tháng 6 năm 2021   | IMG Academy, Bradenton, Hoa Kỳ                       | 30      | Aruba                    | 2–0       | 7–0     | Vòng loại FIFA World Cup 2022             |
| 11 | 15 tháng 6 năm 2021  | Sân vận động SeatGeek, Bridgeview, Hoa Kỳ            | 31      | Haiti                    | 3–0       | 3–0     | Vòng loại FIFA World Cup 2022             |
| 12 | 15 tháng 7 năm 2021  | Children's Mercy Park, Kansas City, Hoa Kỳ           | 33      | Haiti                    | 4–1       | 4–1     | Cúp Vàng CONCACAF 2021                    |
| 13 | 25 tháng 7 năm 2021  | Sân vận động AT&T, Arlington, Hoa Kỳ                 | 35      | Costa Rica               | 1–0       | 2–0     | Cúp Vàng CONCACAF 2021                    |
| 14 | 27 tháng 3 năm 2022  | BMO Field, Toronto, Canada                           | 44      | Jamaica                  | 3–0       | 4–0     | Vòng loại FIFA World Cup 2022             |
| 15 | 4 tháng 7 năm 2023   | Sân vận động Shell Energy, Houston, Hoa Kỳ           | 58      | Cuba                     | 1–0       | 4–1     | Cúp Vàng CONCACAF 2023                    |